# Anna-Marija Ravnopolszka-Dean
Anna-Marija Ravnopolszka-Dijn (bolgárul: Анна-Мария Равнополска-Дийн) (Szófia, 1960. augusztus 3. –) bolgár hárfás, zeneszerző.

## Életrajza
Ravnopolszka-Dijn az olasz Liana Pasquali hárfástól, majd a spanyol Nicanor Zabaletától tanult játszani. Utána Amerikában az Indianai Egyetemen folytatta tanulmányait Susan McDonaldnél, és itt szerezte meg művészeti diplomáját is. Anna-Maria 1992-ben adta első nagy koncertjét a New York-i Carnegie Hallban.
Egyik legjelentősebb fellépése genfi 8. World Harp Congressen volt 2002-ben, ahol az első hárfás volt egy nyolc tagú hárfás társulatban és egy önálló előadást is tartott.
2003-ban megírta első szerzeményét, a bolgár népzenei stílusú Improvisationt.